# لودفيغ ديلز
لودفيغ ديلز (بالألمانية: Ludwig Diels)‏ (و. 1874 – 1945 م) هو عالم نبات، وأستاذ جامعي من ألمانيا . ولد في هامبورغ.
وكان عضو في الأكاديمية الألمانية للعلوم ليوبولدينا، والأكاديمية الأمريكية للفنون والعلوم، والأكاديمية الملكية السويدية للعلوم، والأكاديمية البروسية للعلوم .
توفي في برلين ، عن عمر يناهز 71 عاماً.